# Warm Bodies
Warm Bodies är en amerikansk romantisk zombiefilm från 2013, regisserad och skriven av Jonathan Levine. Huvudrollerna spelas av Nicholas Hoult och Teresa Palmer. Filmen är inspelad från zombien Rs perspektiv, och avhandlar hur kärlek mellan motstående läger kan förändra världen. 

## Handling
R (Nicholas Hoult) är en zombie och han blir förälskad i människan Julie Grigio (Teresa Palmer). Han dödar hennes pojkvän Perry Kelvin (Dave Franco) och övertar dennes kärlek till flickvännen. R håller sedan Julie gömd från de andra zombierna och ser till att hon överlever.

## Rollista (i urval)
- Nicholas Hoult – R[1]
- Teresa Palmer – Julie Grigio[4]
- Rob Corddry – M / Marcus[5]
- Dave Franco – Perry Kelvin
- Analeigh Tipton – Nora
- Cory Hardrict – Kevin
- John Malkovich – Överste Grigio[6]

## Mottagande
Warm Bodies fick mestadels positiva recensioner från flera filmkritiker.
Rotten Tomatoes rapporterade att 81 procent, baserat på 191 recensioner, hade gett filmen en positiv recension och satt ett genomsnittsbetyg på 6,8 av 10. På Metacritic nådde filmen genomsnittsbetyget 60 av 100, baserat på 39 recensioner.

### Recensioner i Sverige
Urval av tidningars betyg på filmen:
- Expressen – 2/5[9]
- Göteborgs-Posten – 3/5[10]
- Metro – 3/5[11]
- Svenska Dagbladet – 4/6[12]